# Station Moskva Savjolovskaja
Station Moskva Savjolovskaja (Russisch: Москва Савёловская), meestal Savjolovski vokzal (Савёловский вокзал) ofwel Savjolovostation genoemd, is een van de negen kopstations van Moskou. Het station bevindt zich in het noorden van de stad.

## Geschiedenis
Vanaf 1897 werd een 130 kilometer lange spoorlijn aangelegd tussen Moskou en het dorp Savjolovo, nabij Kimry aan de oever van de Wolga; later zou de lijn verder naar het noorden verlengd worden, tot Kaljazin, Oeglitsj en Rybinsk. De lijn eindigde aan de rand van de stad, nabij de Boetyrka-poort, de locatie waar het eindstation gebouwd werd. Het gebouw moest in de winter van 1899 gereed zijn, maar er diende zich een nieuwe eigenaar voor de spoorlijn aan, die het station op een andere locatie wilden bouwen. De werkzaamheden aan het stationsgebouw werden stilgelegd en in het begin van 1900 begon een tijdelijke dienst op de spoorlijn vanaf het Jaroslavski vokzal. De verkoop van de spoorlijn naar Savjolovo ging uiteindelijk echter niet door, omdat de beoogde koper, de Moskou-Jaroslavl-Archangelsk-spoorlijn, genationaliseerd werd. In september 1900 werd de bouw van het station hervat en in maart 1902 werd het onder de naam Boetyrski vokzal geopend.
Het stationsgebouw was eenvoudig uitgevoerd en bestond uit slechts één etage; alleen het centrale deel had een tweede verdieping, waar dienstruimten werden ingericht. De komst van de spoorweg zorgde voor een enorme ontwikkeling van het voorheen landelijke gebied, dat al snel door de stad werd opgeslokt. Het inmiddels tot "Savjolovski" omgedoopte station onderging in de jaren 1980 voor het eerst een grote renovatie. In 1992 werd het gebouw opnieuw opgeknapt, waarbij het over zijn gehele breedte een tweede verdieping kreeg. Bij een renovatie in 2005 kreeg de buitenkant van het station een nieuwe, lichtbruine beschildering.

## Verbindingen
Vanaf het station vertrekken uitsluitend voorstadstreinen naar plaatsen ten noorden van Moskou, waaronder Dmitrov en Doebna. Ook is er sinds juni 2008 een sneltreindienst naar Sjeremetjevo. Op het station bestaat er de mogelijkheid in te checken (voor binnenlandse vluchten).
Het Savjolovski vokzal was het laatste van de Moskouse stations dat verbonden werd met het metronet; het aangrenzende metrostation Savjolovskaja opende in 1988. Op het stationsplein bevindt zich een busstation voor regionale diensten.
Beloroesski vokzal ·
Jaroslavski vokzal ·
Kazanski vokzal ·
Kievski vokzal ·
Koerski vokzal ·
Leningradski vokzal ·
Paveletski vokzal ·
Rizjski vokzal ·
Savjolovski vokzal